# 하우스 오브 구찌
"하우스 오브 구찌"(영어: House of Gucci)는 2021년 개봉한 미국의 전기, 범죄 드라마 영화로, 리들리 스콧이 감독을 맡았다.

## 출연진
- 레이디 가가 - 파트리치아 레지아니[2] 역
- 애덤 드라이버 - 마우리치오 구찌[3] 역
- 재러드 레토 - 파올로 구찌[4] 역
- 제러미 아이언스 - 로돌포 구찌[5] 역
- 살마 아예크 - 주세피나 "피나" 아우리엠마[6] 역
- 알 파치노 - 알도 구찌[7] 역
- 잭 휴스턴 - 도베니코 데 솔레[8] 역
- 리브 카니 - 톰 포드[9] 역
- 카미유 코탱 - 파올라 프란치[10] 역
- 빈센트 리오타 - 페르난도 레기아니 역
- 알렉시아 머리 - 실바나 레기아니 역
- 미아 맥고번 자이니 - 알레산드라 구찌 역
- 플로런스 앤드루스 - 제니 구찌 역
- 머덜리나 디아나 게네아 - 소피아 로렌 역
- 유세프 커코어 - 네비르 키르다르 역
- 메디 네브부 - 사이드 역
- 밀루드 모라드 베나마라 - 오마르 역
- 안도넬로 아눈지아타 - 카를 라거펠트 역
- 캐서린 워커 - 애나 윈터 역
- 마르티노 팔미사노 - 리처드 애버던 역

## 여담
- 2011년 처음에 영화화가 기획되었을 때 마우리치오 구찌 역은 레오나르도 디카프리오였으나, 디카프리오의 스케줄이 맞지 않았고, 리들리 스콧도 유니버설과 갈등을 빚어 무산되었다. 나중에 다시 영화화가 기획되었을 때는 크리스찬 베일이 마우리치오 구찌 역에 고려되었다. 그러나 이번엔 리들리 스콧이 마우리치오 구찌 역에 애덤 드라이버를 원했고 실제 캐스팅이 그렇게 이루어졌는데, 촬영 초반 애덤 드라이버에게 스케줄 문제가 있었다. 만약 애덤 드라이버의 스케줄 문제가 해결되지 않았다면 대타로 크리스 에반스를 기용하려던 계획이 있었는데, 촬영 문제가 해결되며 애덤 드라이버로 촬영을 마칠 수 있었다.